# وزارة المالية (الصومال)
وزارة المالية (بالصومالية: Wasaaradda Maaliyadda)‏ هي وزارة تابعة للحكومة الصومالية مكلفة بمسؤولية الإنفاق الحكومي ومراقبة الإيرادات، دور الوزارة هو تطوير السياسة الاقتصادية للبلاد وإعداد الميزانية للحكومة الفيدرالية، كما تشرف وزارة المالية على التشريعات واللوائح المالية، في شهر أكتوبر من كل عام، يقدم وزير المالية الميزانية الفيدرالية الصومالية إلى البرلمان.

## وزير المالية
يقوم وزير المالية بالمهام الموكلة إليه من خلال وزارة المالية وبعض المؤسسات الحكومية الأخرى، وزير المالية الحالي هو علمي محمود نور.
وزير المالية هو المسؤول عن الإيرادات والنفقات الحكومية، كما يشرف على السياسة الاقتصادية والمالية بشكل مباشر، في حين توكل مهمة تنفيذ السياسة النقدية للبنك المركزي الصومالي المستقل سياسياً، والذي يعيَّن محافظ من قبل رئيس الصومال بشكل مباشر، يشرف وزير المالية أيضًا على التشريعات واللوائح المالية، ويقدم وزير المالية الميزانية الفيدرالية للصومال إلى البرلمان، في شهر أكتوبر من كل عام.
وزير المالية منصب حكومي رفيع المستوى؛ تاريخياً، تقلد العديد من وزراء المالية مناصب أعلى منه منصب رئيس الوزراء أو نائب رئيس الوزراء.

### وزراء المالية
- صلاد عبدي محمد 1956-1959 [1]
- عثمان أحمد روبلي 1959-1960 [1]
- عبد القادر محمد آدم 1960–1964 [1]
- عوِّل حاج عبد الله فارح 1964-1966 [1]
- علي عمر شيغو 1966-1969 [1]
- صوفي عمر محمد مايو - أكتوبر 1969 [1]
- محمد عبدي عرالي 1969-1970 [1]
- إبراهيم ميغاغ سمتر 1970-1971 [1]
- محمد يوسف ويرح 1971-1974 [1]
- عبد الرحمن نور حرسي 1974-1978 [1]
- محمد يوسف وير 1978-1980 [1]
- عبد الله أحمد عدو 1980-1984 [1]
- محمد شيخ عثمان 1984-1987 [1]
- عبد الله ورسمى نور شباط (فبراير) - كانون الأول (ديسمبر) 1987 [1]
- عبد الرحمن جامع بري كانون الأول 1987 - نيسان 1989 [1]
- محمد شيخ عثمان أبريل 1989 - فبراير 1990 [1]
- محمد جيلي يوسف 1990-1991 [1] [2]
- سيد شيخ طاهر 2000-2002 [3]
- حسين محمود شيخ حسين 2002-2006
- حسن محمد نور شاتيجدود 2006-2008
- محمد علي حامد 2008-2009
- شريف حسن شيخ آدم 2009-2010
- حسين عبدي حلني 2010-2011
- عبد الناصر محمد عبد الله 2011-2012
- محمود حسن سليمان نوفمبر 2012 - يناير 2014
- محمد راشد شيخ محمد سبتمبر 2012 - ديسمبر 2013

- حسين عبدي حلني 2014-2015
- محمد إبراهيم آدم، كانون الثاني (يناير) 2015 - آذار (مارس) 2017
- عبد الرحمن دعالي بيلي مارس 2017 - أغسطس 2022
- علمي محمود نور آب أغسطس 2022 - 9 يونيو 2023 [4][5]
- بيحي إيمان عغي 9 يونيو 2023 - حتى الآن[6][7]

## خلفية تاريخية
في مايو 2013 أعلنت الحكومة الفيدرالية الصومالية أنها أطلقت سياسة جديدة لإدارة المالية العامة (PFMP) من أجل تبسيط النظام المالي للقطاع العام وتعزيز قدرة الإنجاز للقطاع المالي للحكومة، وأقر مجلس الوزراء الصومالي في 2 مايو  خطة الإصلاح التي تمتعت بإطار ائتماني قوي وفقًا لبنك التنمية الأفريقي (AfDB)،  ليكون بمثابة معيار لإدارة المالية العامة ومقدمة لإعادة إنشاء المؤسسات الوطنية بعد الحرب الأهلية الصومالية، وكانت خطة إدارة الميزانية العامة تهدف إلى توفير معلومات مالية شفافة ودقيقة وفي الوقت المناسب من خلال تعزيز مبدأ الشفافية في التعامل مع الموازنة الوطنية، وجعل الإنفاق العام أكثر كفاءة وفعالية، وكذلك تحسين الانضباط المالي من خلال الرقابة الداخلية والخارجية، كما أنه كان يهدف إلى تركيز الإنفاق العام على المجالات ذات الأولوية للحكومة، وبحسب أعضاء مجلس الوزراء، فإن تكلفة هذه السياسة تقدر بنحو 26 مليون دولار. 
في 17 يناير 2014، قسّم رئيس الوزراء الصومالي عبد الولي شيخ أحمد الحقيبة الوزارية إلى وزارة المالية ووزارة التخطيط. 
في فبراير 2014 أعلن وزير المالية حسين عبدي حالني عن تشكيل لجنة جديدة للحوكمة المالية،في سعي من الحكومة لبناء نظام مالي أكثر شفافية من أجل جذب المزيد من المساعدات الخارجية للميزانية، وعقد المسؤولين الصوماليون اجتماعات مع ممثلي البنك الدولي وصندوق النقد الدولي وبنك التنمية الأفريقي، بحضور أعضاء اللجنة المكلفين بتقديم المشورة بشأن المسائل المالية.  في 29 مارس 2014 و خلال جلسة برلمانية، أعلن رئيس البرلمان الاتحادي محمد عثمان جواري أن جميع عمليات سحب الأموال من البنك المركزي اعتبارًا من 1 أبريل 2014 تتطلب موافقة خطية من لجنة الشؤون المالية في مجلس النواب. 
في نوفمبر 2014 أطلقت وزارة المالية نظامًا آليًا جديدًا لمعلومات الإدارة المالية في الصومال (SFMIS) بدلاً من النظام اليدوي المعمول به سابقا، ومن شأن النظام الجديد أن يدعم الإصلاحات التي يتم إجراؤها من خلال سياسة إدارة المالية العامة، كما يهدف إلى تعزيز الشفافية الإدارية فيما يتعلق باسترداد الأصول والعقود والامتيازات والمعاملات الأخرى، وتحسين دقة وشمولية التقارير النقدية وحسن توقيتها من أجل تسهيل اتخاذ القرار، ويركز النظام بشكل خاص على تسجيل البيانات المتعلقة بالميزانية والإيرادات والمصروفات.
كما يتيح النظام مراقبة التقارير المالية الإلكترونية من خلال الموقع الرسمي للوزارة. 
في سبتمبر 2015، تعاقدت وزارة المالية مع شركة سمارت للخدمات العامة، لتحصيل ضرائب الطرق ورسوم تسجيل المركبات نيابة عن الحكومة الاتحادية، على الرغم من وجود توجيه حكومي دائم لتحويل جميع إيرادات الدولة إلى حساب الخزانة الوحيد في البنك المركزي الصومالي، فقد تم إيداع الضرائب والرسوم التي حصّلتها شركة سمارت للخدمات العامة في حساب خاص في مصرف سلام الصومالي في مقديشو، وكان من المقرر تحويل صافي الإيرادات، بمجرد خصم الشركة لحصتها البالغة 40 في المائة، من بنك سلام الصومالي إلى حساب الخزانة الفردي كل 15 يومًا.
واكتشفت مجموعة المراقبة التابعة للأمم المتحدة في الصومال وإريتريا أنه بدلاً من ذلك، تم تحويل 62،648 دولارًا (4.2 في المائة) فقط من مبلغ 1،481،695 دولارًا الذي تم تحصيله من الخدمات العامة الذكية في الفترة ما بين أغسطس 2016 إلى مايو 2017 إلى حساب الخزانة الوحيد، علاوة على ذلك، أفادت مجموعة المراقبة بأن الإيرادات تم تحويلها بشكل غير متسق مع وجود مخالفات. 
واتهم وزير المالية في ذلك الوقت "فرجيتي" بشكل علني بأنه اختلس مبالغ كبيرة من الإيصالات الضريبية. 

## هيكل الوزارة
- المدير العام
- تحت سلطة المدير العام
  - وحدة الاستراتيجية الوطنية
  - الشعبة القانونية
  - قسم الإستراتيجية والاتصالات المؤسسية
  - قسم التدقيق الداخلي للخزانة
  - وحدة النزاهة
  - شعبة الإدارة
  - شعبة الموارد البشرية
- نائب المدير العام (السياسات)
  - مكتب الميزانية الوطنية
  - التقسيم الدولي
  - شعبة المالية العامة والاقتصاد
  - قسم الضرائب
  - مكتب تسجيل وكالات التقارير الائتمانية
- نائب الأمين العام (الإدارة)
  - شعبة الإدارة
  - قسم المشتريات الحكومية
  - قسم تقنية المعلومات
- نائب المدير العام (الاستثمار)
  - شعبة الاستثمار الاستراتيجي
  - شعبة الإدارة الإستراتيجية للهيئة النظامية
  - دائرة شركات الاستثمار الحكومية
  - قسم إدارة الأصول العامة
- محاسب عام
  - خزينة
  - إدارة الجمارك